# Eugène Cordonnier
Eugène Louis Auguste Cordonnier (Loos, Nord, 16 de novembre de 1892 – Bondy, Seine-Saint-Denis, 3 de gener de 1967) va ser un gimnasta artístic francès que va competir en els anys posteriors a la Primera Guerra Mundial.
El 1920 va prendre part en els Jocs Olímpics d'Anvers, on guanyà la medalla de bronze en el concurs complet per equips del programa de gimnàstica.
Quatre anys més tard, als Jocs de París, guanyà la medalla de plata en la mateixa prova. Disputà vuit proves més del programa de gimnàstica, sent la vuitena posició en la prova de salt sobre cavall lateral la millor posició aconseguida.